# Гаджимагомедов, Ахмед Шиявдинович
Ахмед Шиявдинович (Шиябудинович) Гаджимагомедов (род. 21 апреля 1990, Хасавюрт, Дагестанская АССР) — российский борец вольного стиля, чемпион и призёр чемпионатов России, обладатель Кубка европейских наций, чемпион (2018), серебряный (2019) и бронзовый (2017) призёр чемпионатов Европы, серебряный призёр Кубка мира, бронзовый призёр чемпионата мира. Живёт в Москве. Член сборной команды страны с 2012 года. Мастер спорта России международного класса.
В июне 2022 года завершил спортивную карьеру и был назначен тренером сборной Дагестана.

## Спортивные результаты
- Чемпионат России по вольной борьбе 2021 года — ;
- Гран-при Иван Ярыгин 2019 года — ;
- Чемпионат России по вольной борьбе 2018 года — ;
- Гран-при Иван Ярыгин 2017 года — [4];
- Чемпионат России по вольной борьбе 2015 года — ;
- Гран-при Иван Ярыгин 2015 года — ;
- Гран-при Иван Ярыгин 2014 года — .